# Wassermühle Brzeźnica

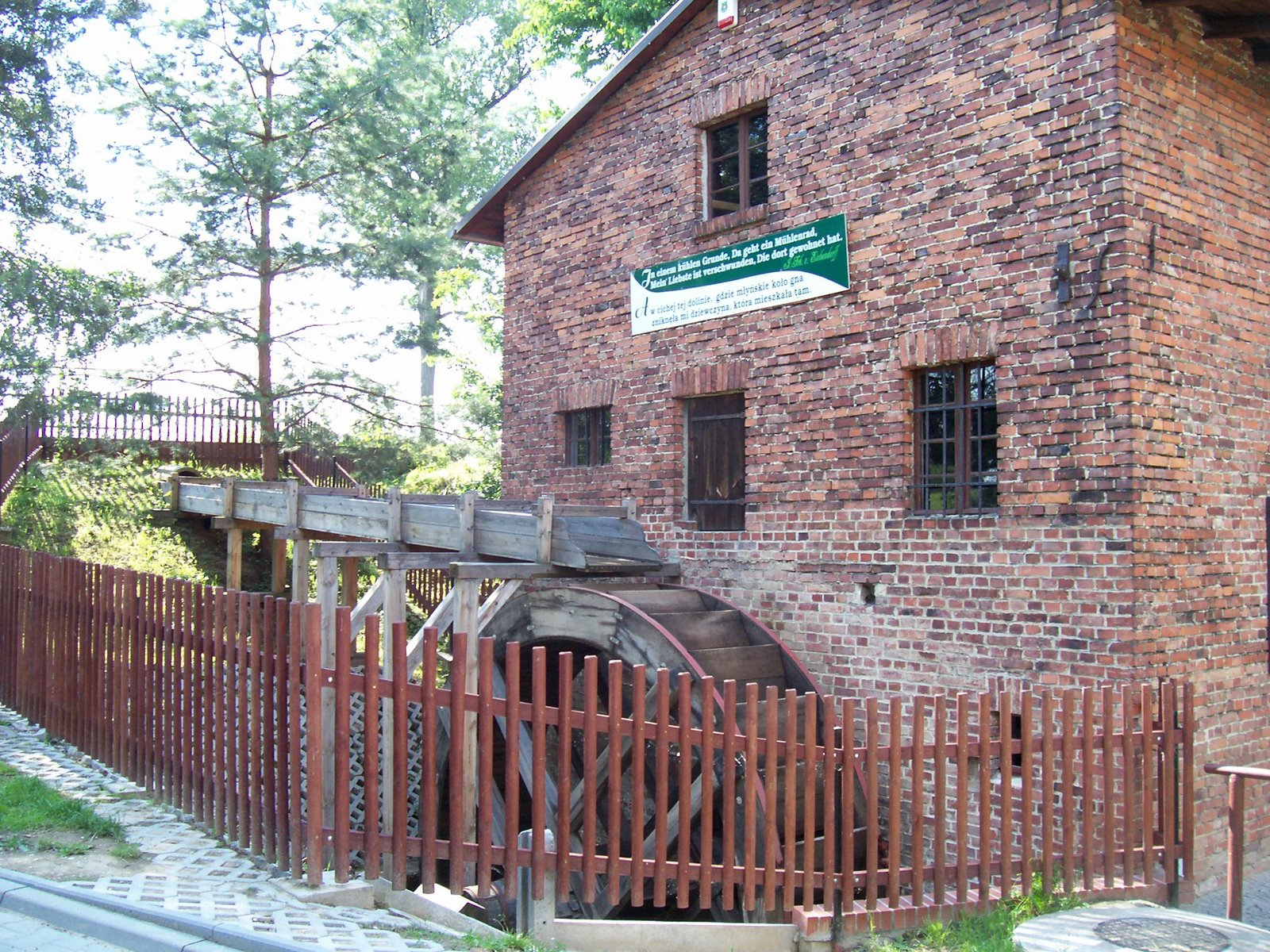
Blick zur Wassermühle

Die Wassermühle Bresnitz auch Eichendorff-Mühle (polnisch Młyn wodny w Brzeźnicy) ist eine Getreidemühle im gleichnamigen Ort der Landgemeinde Rudnik in der Woiwodschaft Schlesien in Polen.

## Geschichte
In den 1920er-Jahren wurde das ehemals aus Holz gebaute Mühlengebäude abgerissen und durch ein gemauertes ersetzt. Die Mühle war bis 1946 in Betrieb und verfiel nach der Stilllegung. 1994 wurde die verfallene Mühle wegen ihrer Bedeutung für das Werk des Dichters Joseph von Eichendorff dem Eichendorff-Verein geschenkt. Dieser veranlasste die Renovierung der Mühle und baute sie bis 2007 zum Oberschlesischen Eichendorff-Kultur- und Begegnungszentrum aus.
Die Renovierung erfolgte mit Förderung durch die Erika-Simon-Stiftung.

## „Das zerbrochene Ringlein“
Die unglückliche Liebe  des im Nachbarort lebenden Joseph von Eichendorff zur Tochter des Mühlenbesitzers soll Eichendorff veranlasst haben, das bekannte Gedicht Das zerbrochene Ringlein zu verfassen:

„In einem kühlen Grunde

Da geht ein Mühlenrad,

Mein Liebste ist verschwunden,

Die dort gewohnet hat.

Sie hat mir Treu’ versprochen,

Gab mir ein’n Ring dabei,

Sie hat die Treu’ gebrochen,

Das Ringlein sprang entzwei.

Ich möcht’ als Spielmann reisen

Weit in die Welt hinaus,

Und singen meine Weisen,

Und geh’n von Haus zu Haus.

Ich möcht als Reiter fliegen

Wohl in die blut’ge Schlacht,

Um stille Feuer liegen

Im Feld bei dunkler Nacht.

Hör ich das Mühlrad gehen:

Ich weiß nicht, was ich will -

Ich möcht am liebsten sterben,

Da wär’s auf einmal still!“